# Rubens Klædefabrik
Rubens Klædefabrik var en stor tekstilvirksomhed på Frederiksberg, der blev opført af fabrikant I.H. Ruben (1789-1868) i 1857. 
Rubens Klædefabrik er et nu nedrevet bomuldsspinderi og -væveri, der lå på hjørnet af Rolighedsvej og Falkoner Allé. Fabrikken, der anvendte dampkraft, var på sin tid én af landets største arbejdspladser med mere end 500 ansatte. I 1888 havde virksomheden en kapacitet på 4-500 vævestole og beskæftigede ca. 530 medarbejdere. Overgangen fra håndvæve til maskinvæve betød samtidig også en forandring i arbejdsstyrkens sammensætning. De tunge håndvæve havde primært været betjent af mænd, men med maskinvævens introduktion blev arbejdet ved væven nu primært udført af kvinder. 
Sønnen Bernhard Ruben (1829-1896), der 1862 var blevet medindehaver, fortsatte efter faderens død 1868 og genopbyggede efter en brand 1876 bomuldsvæveriet i stærkt moderniseret skikkelse, idet farveriet og appreteringsanstalten nu også flyttedes til Rolighedsvej. Samme sted anlagde han 1877 et blegeri. Hans enke Ida Ruben, f. Coppel (1845-1913) fortsatte fra 1896 firmaet, der 1901 overtoges af sønnen Carl Ruben (1876-1968). 1906 blev hele virksomheden, der nu også omfattede fabrikker i Oslo, overdraget til et aktieselskab, Nordisk Tekstil Aktieselskab, med en kapital på 4 mio. kr. Dette selskab blev 1918 overtaget af aktieselskabet Bloch & Andresen, som 1927 i forbindelse med en rekonstruktion nedlagde fabrikken på Rolighedsvej.
På grunden opførte A/S Hostrups Have i 1936 ejendommen Hostrups Have. Skorstenen (nu nedrevet) i anlægget i midten af bebyggelsen var i mange år eneste levn fra fabrikken.
De første kvindestrejke gennemføres af Væverforbundet (senere Tekstilarbejderforbundet) i 1886 på Rubens Fabrikker i København. Strejken tabtes efter nogle få ugers forløb og førte til splittelse i forbundet.
Rubens Klædefabrik er omdrejningspunkt i den delvist historiske roman En Uretfærdig Tid af Gertrud Tinning, hvor de elendige livsvilkår for særligt kvinder af arbejderklassen i 1885-86 beskrives levende.